# Sindhiapura
Sindhiapura fiu un estat tributari protegit de l'agència de Rewa Kantha, a la presidència de Bombai. Tenia una superfície de 10 km². El 1881 tenia uns ingressos estimats de 200 lliures pagant 514 rupies de tribut al Gaikwar de Baroda; el sobirà s'anomenava Chauhan Jitabawa. El 1870, a causa d'una suposada malaltia mental del sobirà, els britànics van agafar el control de l'administració.